# Florence Masnada
Florence Masnada, född den 16 december 1968 i Grenoble, Frankrike, är en fransk utförsåkare.
Hon tog OS-brons i damernas superkombination i samband med de olympiska utförstävlingarna 1992 i Albertville.
Hon tog därefter OS-brons i damernas störtlopp i samband med de olympiska utförstävlingarna 1998 i Nagano.